# Liste de théâtres romains

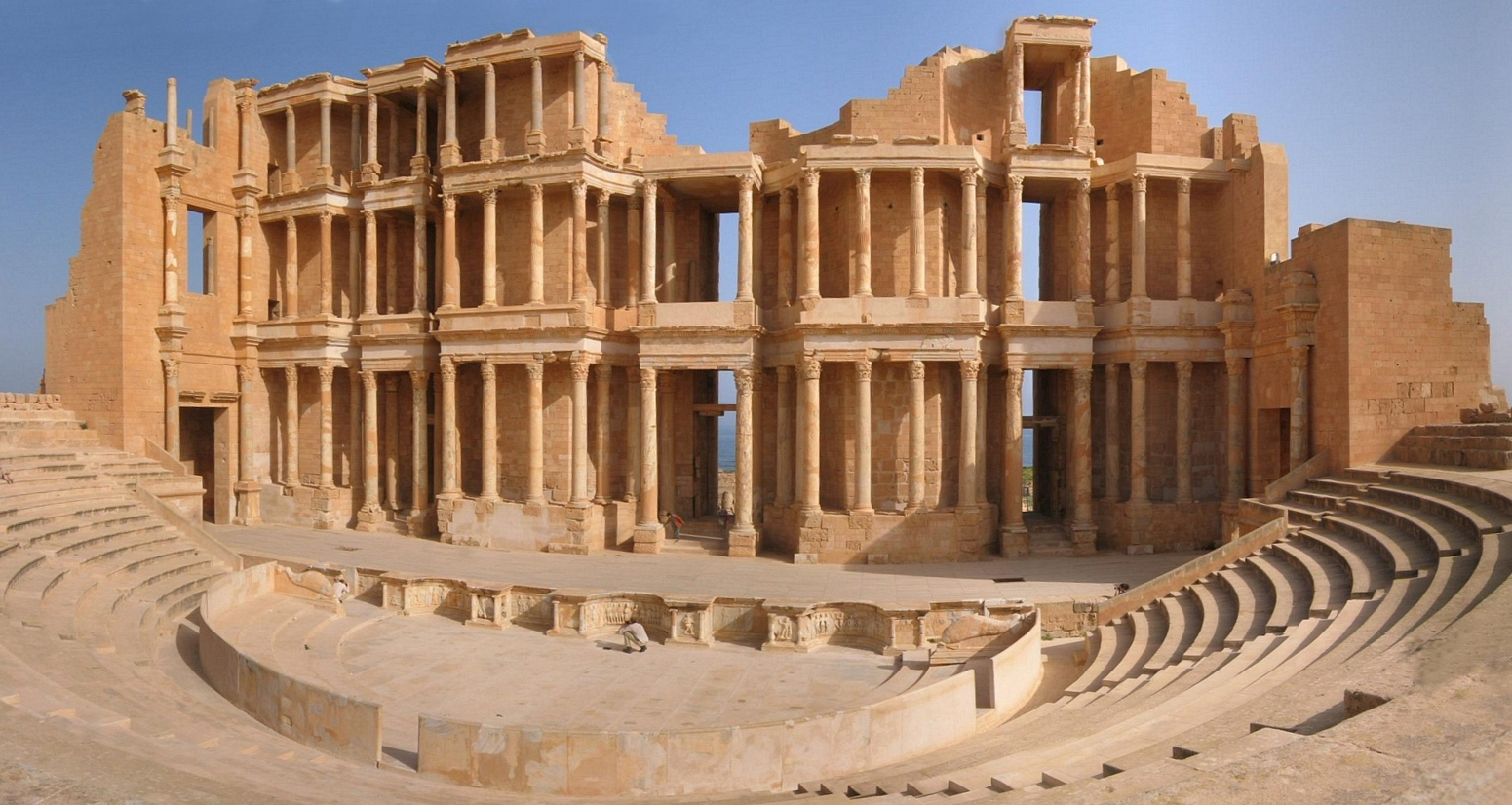
Théâtre antique de Sabratha, Libye

L'élément principal du théâtre romain est la scène parfois installé de manière sommaire devant des bancs en bois. Il faut attendre la construction du Théâtre de Pompée en 55 av. J.-C. pour voir construit un théâtre en pierres comportant scène et gradins
- Le signe «  » indique des coordonnées exactes, si possible vérifiables par observation des images aériennes ou satellitaires disponibles.

## Albanie
- Butrint (anc. Buthrote/Buthrotum) 39° 44′ 44″ N, 20° 01′ 14″ E

## Algérie
- Djemila (anc. Cuicul) 36° 19′ 14″ N, 5° 44′ 16″ E
- Théâtre romain de Guelma (anc. Calama)[2] 36° 28′ 02″ N, 7° 25′ 48″ E
- Annaba (anc. Hippone/Hippo Regius)[3] 36° 52′ 53″ N, 7° 44′ 48″ E
- Khemissa (anc. Thubursicum Numidarum)[4] 36° 11′ 37″ N, 7° 39′ 21″ E
- M'daourouch (anc. Madaura)[5] 36° 04′ 40″ N, 7° 54′ 05″ E
- Timgad 35° 29′ 03″ N, 6° 28′ 08″ E
- Tipaza[6] 36° 35′ 34″ N, 2° 26′ 30″ E
- Skikda (anc. Rusicade) 36° 52′ 47″ N, 6° 54′ 19″ E

## Allemagne
- Cologne (anc. Colonia Claudia Ara Agrippinensium)
- Théâtre antique de Mayence (anc. Mogontiacum)[7] 49° 59′ 35″ N, 8° 16′ 41″ E

## Autriche
- Théâtre romain de Bregenz 47° 30′ 01″ N, 9° 44′ 52″ E

## Belgique
- Blicquy (lieu-dit "la Ville d'Anderlecht"). Seul théâtre romain connu en Belgique, fouillé dans les années 1990 mais dont ne subsiste aucune élévation, il est aujourd'hui recouvert de terres agricoles 50° 34′ 53″ N, 3° 39′ 24″ E

## Bulgarie
- Théâtre romain de Plovdiv (anc. Philippopolis)[8] 42° 08′ 49″ N, 24° 45′ 01″ E

## Égypte
- Alexandrie 31° 11′ 41″ N, 29° 54′ 14″ E
- Péluse 31° 02′ 33″ N, 32° 32′ 46″ E

## Espagne
- Acinipo (anc. Acinippo) 41° 22′ 54″ N, 1° 36′ 13″ O
- Augusta Bilbilis 41° 06′ 46″ N, 1° 14′ 58″ E
- Baelo Claudia 36° 05′ 27″ N, 5° 46′ 32″ O
- Théâtre romain de Caesaraugusta, Saragosse (anc. Caesaraugusta) 41° 39′ 08″ N, 0° 52′ 40″ O
- Carteia 36° 11′ 08″ N, 5° 24′ 24″ O
- Théâtre romain de Carthago Nova, Carthagène (anc. Carthago Nova)[9] 37° 35′ 58″ N, 0° 59′ 03″ O
- Casas de Reina (anc. Regina Turdulorum) 38° 12′ 12″ N, 5° 57′ 13″ O
- Castulo (théâtre localisé mais non fouillé) 38° 02′ 16″ N, 3° 37′ 37″ O
- Clunia 41° 47′ 02″ N, 3° 21′ 55″ O
- Théâtre romain de Cordoue 37° 52′ 55″ N, 4° 46′ 42″ O
- Théâtre romain de Gadès, Cadix (anc. Gadès) 36° 31′ 43″ N, 6° 17′ 37″ O
- Guadix (anc. Acci) 37° 18′ 08″ N, 3° 08′ 16″ O
- Italica 37° 26′ 24″ N, 6° 02′ 19″ O
- Malaga (anc. Malaca) 36° 43′ 16″ N, 4° 25′ 01″ O
- Medellin (anc. Metellinum) 38° 57′ 58″ N, 5° 57′ 22″ O
- Théâtre romain de Mérida 38° 54′ 55″ N, 6° 20′ 19″ O
- Pollentia 39° 50′ 50″ N, 3° 07′ 35″ E
- Théâtre romain de Sagonte 39° 40′ 37″ N, 0° 16′ 41″ O
- Segobriga 39° 53′ 10″ N, 2° 48′ 45″ O
- Théâtre romain de Tarragone (anc. Tarraco) 41° 06′ 46″ N, 1° 14′ 58″ E

## France
Un certain nombre des théâtres construits dans les anciennes provinces gauloises sont en réalité des édifices de type mixte regroupés sous le terme amphithéâtres-théâtres ou amphithéâtres gallo-romains.

### Auvergne-Rhône-Alpes
- Théâtre gallo-romain d'Alba-la-Romaine (anc. Alba Helviorum (Ardèche) 44° 33′ 36″ N, 4° 36′ 07″ E
- Feurs (anc. Forum Segusiavorum) (Loire)
- Théâtre antique de Lyon (anc. Lugdunum) (Rhône) 45° 45′ 35″ N, 4° 49′ 11″ E
- Théâtre romain de Montaudou, Ceyrat (Puy-de-Dôme) 45° 45′ 38″ N, 3° 04′ 19″ E
- Théâtre gallo-romain de Moingt (anc. Aquae Segetae) (Loire) 45° 35′ 26″ N, 4° 04′ 16″ E
- Théâtre de Sault-Brénaz, site archéologique du Colombier (Ain) 45° 51′ 27″ N, 5° 24′ 42″ E
- Théâtre antique de Vienne (Isère) 45° 31′ 29″ N, 4° 52′ 44″ E

### Bourgogne-Franche-Comté
- Théâtre romain d'Autun (anc. Augustodunum) (Saône-et-Loire) 46° 57′ 10″ N, 4° 18′ 36″ E
- Théâtre antique du Haut-du-Verger (Autun) (Saône-et-Loire) 46° 57′ 47″ N, 4° 17′ 13″ E
- Théâtre gallo-romain des Bardiaux, Arleuf (Nièvre) 47° 03′ 13″ N, 4° 02′ 09″ E
- Théâtre antique de Mandeure (Doubs) 47° 26′ 56″ N, 6° 47′ 46″ E

### Centre-Val de Loire
- Théâtre gallo-romain d'Areines (Loir-et-Cher)  47° 47′ 55″ N, 1° 05′ 14″ E
- Théâtre-amphithéâtre gallo-romain de Drevant (Cher) 46° 41′ 35″ N, 2° 31′ 21″ E
- Théâtre antique de Neung-sur-Beuvron (Loir-et-Cher) 47° 30′ 48″ N, 1° 48′ 44″ E
- Théâtre antique d'Orléans (Loiret) 47° 54′ 01″ N, 1° 55′ 20″ E
- Théâtre gallo-romain de Saint-Marcel (anc. Argentomagus) (Indre) 46° 35′ 57″ N, 1° 30′ 35″ E
- Théâtre de Sceaux-du-Gâtinais (anc. Aquis Segeste) (Loiret) 48° 06′ 57″ N, 2° 37′ 18″ E

### Grand Est
- Sainte-Ruffine (Moselle) : théâtre gallo-romain découvert en 2022[10]
- Théâtre antique de Tarquimpol (anc. Decempagi) (Moselle) 48° 47′ 23″ N, 6° 45′ 19″ E

### Hauts-de-France
- Amiens (anc. Samarobriva) (Somme) : vestiges du théâtre romain (120 m de diamètre - ~ 5000 places) datant de la fin du Ier siècle, mis au jour en 2006.
- Orrouy (Oise) : théâtre antique de Champlieu.
- Sanctuaire de Ribemont-sur-Ancre (Somme) :  théâtre de 3 000 places
- Théâtre romain de Soissons (anc. Augusta Suessionum) (Aisne) [11] 49° 22′ 40″ N, 3° 19′ 23″ E
- Théâtre antique de Vendeuil-Caply (Oise) 49° 36′ 29″ N, 2° 18′ 02″ E
- Théâtre romain de Vervins (anc. Verbinum) (Aisne) 49° 50′ 09″ N, 3° 54′ 36″ E

### Île-de-France
- Théâtre gallo-romain de Châteaubleau (Seine-et-Marne) 48° 35′ 17″ N, 3° 06′ 42″ E
- Théâtre gallo-romain d'Épiais-Rhus (Val-d'Oise) 49° 08′ 10″ N, 2° 05′ 24″ E

### Normandie
- Théâtre romain des Câteliers, Les Andelys (anc. Andeliacum) (Eure) 49° 15′ 25″ N, 1° 24′ 33″ E
- Canouville (Seine-Maritime)
- Eu (anc. Briga) (Seine-Maritime) 50° 01′ 18″ N, 1° 27′ 55″ E
- Théâtre antique de Lillebonne (anc. Juliobona) (Seine-Maritime) 49° 31′ 04″ N, 0° 32′ 12″ E
- Théâtre gallo-romain de Lisieux (anc. Noviomagus Lexoviorum), Saint-Désir (Calvados) 49° 08′ 45″ N, 0° 12′ 30″ E
- Théâtre antique d'Alauna, Valognes (Manche) 49° 30′ 20″ N, 1° 26′ 47″ O
- Le Vieil-Évreux (anc. Gisacum) (Eure) 49° 00′ 17″ N, 1° 14′ 29″ E
- Théâtre gallo-romain de Vieux, Vieux (Calvados) 49° 06′ 25″ N, 0° 25′ 55″ O

### Nouvelle-Aquitaine
- Théâtre antique d'Agen (Lot-et-Garonne) 44° 12′ 03″ N, 0° 37′ 07″ E
- Barzan (anc. Novioregum ?) (Charente-Maritime)  45° 32′ 06″ N, 0° 52′ 09″ O
- Vieux-Poitiers (anc. Briva), Naintré (Vienne) 46° 45′ 42″ N, 0° 30′ 43″ E
- Saint-Cybardeaux (Charente) : Théâtre gallo-romain des Bouchauds 45° 46′ 54″ N, 0° 00′ 22″ O
- Saint-Germain-d'Esteuil (Gironde) :  Théâtre gallo-romain de Brion 45° 16′ 45″ N, 0° 50′ 29″ O
- Théâtre antique de Sanxay (Vienne) 46° 29′ 42″ N, 0° 01′ 20″ O
- Théâtre gallo-romain de Thénac (Charente-Maritime)  45° 41′ 53″ N, 0° 37′ 30″ O

### Occitanie
- Théâtre antique de Cadayrac[12] à Salles-la-Source (Aveyron) 44° 26′ 46″ N, 2° 33′ 16″ E
- Théâtre antique dit des Cadourques[13] à Cahors (anc. Divona Cadurcorum) 44° 26′ 57″ N, 1° 26′ 05″ E
- Château-Roussillon (anc. Ruscino) (Pyrénées-Orientales) 42° 42′ 33″ N, 2° 56′ 53″ E
- Javols (anc. Anderitum) (Lozère) 44° 41′ 36″ N, 3° 20′ 40″ E
- Narbonne (anc. Narbo Martius) (Aude) : théâtre antique entre la Place Roger Salengro et l'Institut Sévigné, Narbonne, d'après des fouilles archéologiques de l'Abbé Louis Sigal en 1932 et 1938.
- Nîmes (anc. Nemausus) (Gard) : petit théâtre antique dans les jardins de la Fontaine.
- Saint-Bertrand-de-Comminges (anc. Lugdunum Convenarum) (Haute-Garonne) 43° 01′ 41″ N, 0° 34′ 19″ E
- Toulouse (anc. Tolosa) (Haute-Garonne) : vestiges du théâtre antique découverts sous le n°1 de la rue de Metz, entre 1869 et 1871.

### Pays de la Loire
- Cherré, Aubigné-Racan (Sarthe) 47° 39′ 48″ N, 0° 14′ 10″ E
- Théâtre gallo-romain de Gennes (Maine-et-Loire) 47° 19′ 53″ N, 0° 12′ 40″ O
- Jublains (anc. Noviodunum) (Mayenne) 48° 15′ 17″ N, 0° 29′ 39″ E
- Théâtre romain de Mauves-sur-Loire (Loire-Atlantique)  47° 18′ 24″ N, 1° 22′ 59″ O
- Théâtre antique de Petit-Mars (Loire-Atlantique)  47° 23′ 27″ N, 1° 28′ 07″ O

### Provence-Alpes-Côte d'Azur
- Théâtre antique d'Aix-en-Provence (Bouches-du-Rhône) 43° 31′ 49″ N, 5° 26′ 14″ E
- Antibes (anc. Antipolis) (Alpes-Maritimes)
- Apt (anc. Apta Julia) (Vaucluse) 43° 52′ 36″ N, 5° 23′ 50″ E
- Théâtre antique d'Arles (Bouches-du-Rhône) 43° 40′ 35″ N, 4° 37′ 47″ E
- Théâtre romain de Fréjus (anc. Forum Julii) (Var) 43° 26′ 13″ N, 6° 44′ 17″ E
- Théâtre antique de Marseille (Bouches-du-Rhône) 43° 17′ 47″ N, 5° 21′ 53″ E
- Théâtre antique d'Orange (Vaucluse) 44° 08′ 09″ N, 4° 48′ 32″ E
- Théâtre de Vaison-la-Romaine (anc. Vasio) (Vaucluse) 44° 14′ 38″ N, 5° 04′ 32″ E

## Grèce
- Nicopolis d'Épire 39° 01′ 25″ N, 20° 44′ 15″ E

## Israël

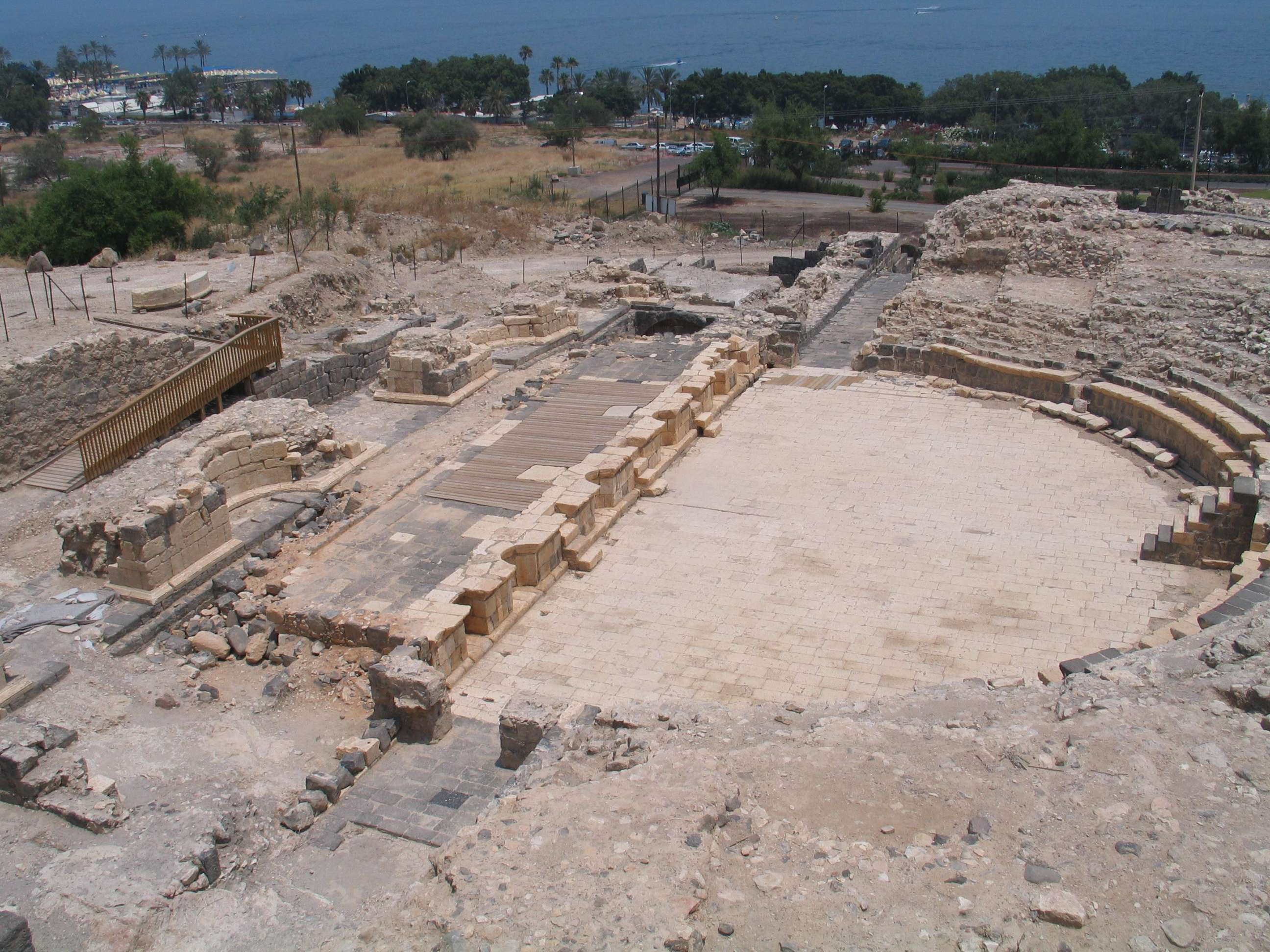
Théâtre romain de Tibériade

- Beït Shéan (anc. Scythopolis) 32° 25′ 31″ N, 35° 29′ 59″ E

- Binyamina 32° 26′ 54″ N, 34° 56′ 41″ E
- Césarée (anc. Caesarea Maritima) 32° 29′ 46″ N, 34° 53′ 28″ E
- Hamat Gader 32° 41′ 07″ N, 35° 39′ 56″ E
- Hippos 32° 46′ 46″ N, 35° 39′ 32″ E
- Sepphoris 32° 46′ 49″ N, 35° 18′ 53″ E
- Tibériade (anc. Tiberias) 32° 46′ 28″ N, 35° 32′ 38″ E

## Italie

### Abruzzes
- Théâtre romain d'Alba Fucens (Massa d'Albe)
- Théâtre romain d'Amiternum (L'Aquila)
- Théâtre romain d'Atri
- Théâtre romain de Teramo

### Calabre
- Théâtre gréco-romain de Marina di Gioiosa Ionica
- Théâtre romain de Locri

### Campanie
- Théâtre romain d'Herculanum 40° 48′ 27″ N, 14° 20′ 54″ E
- Théâtre romain de Naples
- Pompéi 40° 44′ 56″ N, 14° 29′ 18″ E
- Théâtre romain de Sessa Aurunca
- Théâtre romain de Teano (anc. Teanum Sidicinum)

### Frioul-Vénétie julienne
- Théâtre romain de Trieste 45° 38′ 57″ N, 13° 46′ 18″ E

### Latium

#### Rome
- Théâtre de Balbus 41° 53′ 40″ N, 12° 28′ 43″ E
- Théâtre de Marcellus 41° 53′ 31″ N, 12° 28′ 48″ E
- Théâtre de Pompée 41° 53′ 43″ N, 12° 28′ 26″ E

#### Autres lieux
- Ferento 42° 29′ 19″ N, 12° 07′ 56″ E
- Ostie 41° 45′ 21″ N, 12° 17′ 29″ E
- Tusculum 41° 47′ 54″ N, 12° 42′ 38″ E

### Ligurie
- Luni (anc. Luna) 44° 03′ 54″ N, 10° 01′ 13″ E
- Vintimille (anc. Albintimilium) 43° 47′ 22″ N, 7° 37′ 31″ E

### Lombardie
- Brescia 45° 32′ 24″ N, 10° 13′ 36″ E

### Molise
- Pietrabbondante 41° 44′ 23″ N, 14° 23′ 15″ E

### Ombrie
- Carsulae 42° 38′ 22″ N, 12° 33′ 36″ E

### Piémont
- Acqui Terme (anc. Aquae Statiellae) 44° 40′ 31″ N, 8° 28′ 15″ E

- Alba (anc. Alba Pompeia) 44° 42′ 06″ N, 8° 02′ 10″ E
- Libarna (commune de Serravalle Scrivia) 44° 42′ 24″ N, 8° 51′ 54″ E
- Pollenzo (anc. Pollentia) 44° 40′ 56″ N, 7° 53′ 33″ E
- Turin (anc. Augusta Taurinorum) 45° 04′ 26″ N, 7° 41′ 08″ E

### Pouilles
- Théâtre romain de Lecce

### Sicile
- Catane (anc. Catana) 37° 30′ 10″ N, 15° 05′ 01″ E
- Théâtre de Taormine 37° 51′ 08″ N, 15° 17′ 32″ E

### Toscane
- Site archéologique de Fiesole 43° 48′ 29″ N, 11° 17′ 38″ E
- Théâtre romain de Florence 43° 46′ 09″ N, 11° 15′ 26″ E
- Théâtre romain de Volterra 43° 24′ 12″ N, 10° 51′ 36″ E

### Vallée d'Aoste
- Théâtre romain d'Aoste 45° 44′ 19″ N, 7° 19′ 21″ E

### Vénétie
- Théâtre romain de Vérone

## Jordanie
- Théâtre antique d'Amman (anc. Philadelphia) 31° 57′ 06″ N, 35° 56′ 21″ E
- Beït Ras (anc. Capitolias) 32° 35′ 55″ N, 35° 51′ 30″ E
- Jerash (anc. Gerasa), deux théâtres: 32° 16′ 36″ N, 35° 53′ 21″ E et 32° 16′ 57″ N, 35° 53′ 32″ E
- Pétra (anc. Reqem/Raqmu) 30° 19′ 29″ N, 35° 26′ 49″ E
- Umm Qeis (anc. Gadara), deux théâtres: 32° 39′ 20″ N, 35° 40′ 41″ E et 32° 39′ 22″ N, 35° 40′ 48″ E

## Libye
- Cyrène[14] 32° 49′ 28″ N, 21° 51′ 03″ E
- Leptis Magna[15] 32° 38′ 18″ N, 14° 17′ 26″ E
- Théâtre antique de Sabratha[16] 32° 48′ 19″ N, 12° 29′ 07″ E

## Luxembourg
- Théâtre antique de Dalheim (anc. Ricciacum)  49° 32′ 26″ N, 6° 15′ 25″ E

## Maroc
- Larache (anc. Lixus) 35,1744° N, 6,1474° O

## Portugal
- Braga[17] 41° 32′ 48″ N, 8° 25′ 49″ O
- Théâtre antique de Lisbonne (anc. Olissipo) 38° 42′ 38″ N, 9° 07′ 57″ O

## Royaume-Uni
- St Albans (anc. Verulamium) 51° 45′ 15″ N, 0° 21′ 30″ O

## Suisse
- Augst (anc. Augusta Raurica) 47° 32′ 00″ N, 7° 43′ 19″ E
- Avenches (anc. Aventicum) 46° 52′ 49″ N, 7° 02′ 57″ E
- Lenzbourg (vicus de Lindfeld) 47° 23′ 42″ N, 8° 11′ 26″ E

## Syrie
- Apamée 35° 25′ 00″ N, 36° 23′ 42″ E
- Théâtre antique de Bosra (anc. Bostra) 32° 31′ 04″ N, 36° 28′ 54″ E
- Chahba (anc. Philippopolis in Arabia) 32° 51′ 12″ N, 36° 37′ 37″ E
- Cyrrhus 36° 44′ 39″ N, 36° 57′ 33″ E
- Jablé (anc. Gabala) 35° 21′ 42″ N, 35° 55′ 28″ E
- Théâtre romain de Palmyre 34° 33′ 03″ N, 38° 16′ 08″ E

## Tunisie
L'est de l'Algérie, la Tunisie et la Libye faisaient partie de l'Afrique proconsulaire, province dont la prospérité économique a permis la construction et l'exploitation de nombreux monuments publics dans une centaine de villes : en 1969, on dénombrait sur ce territoire 25 vestiges de théâtres localisés sur le terrain, et neuf autres étaient connus par des inscriptions.
Parmi ceux-ci :
- Medeina (anc. Althiburos)[19] 35° 52′ 22″ N, 8° 47′ 11″ E
- Haïdra (anc. Ammaedara)[20] 35° 33′ 59″ N, 8° 27′ 27″ E
- Bulla Regia[21] 36° 33′ 32″ N, 8° 45′ 25″ E
- Carthage[22] 36° 51′ 28″ N, 10° 19′ 46″ E
- Kasserine (anc. Cillium)[23] 35° 10′ 03″ N, 8° 47′ 58″ E
- Chemtou (anc. Simitthu)[24] 36° 29′ 29″ N, 8° 34′ 18″ E
- Sbeïtla (anc. Sufetula)[25] 35° 14′ 23″ N, 9° 07′ 21″ E
- Théâtre romain de Dougga (anc. Thugga)[26] 36° 25′ 25″ N, 9° 13′ 13″ E
- Utique (anc. Utica)[27] 37° 02′ 59″ N, 10° 03′ 13″ E

## Turquie
- Pamukkale (anc. Hiérapolis) 37° 55′ 36″ N, 29° 07′ 44″ E
- Éphèse[28] 37° 56′ 28″ N, 27° 20′ 32″ E
- Sidé 36° 46′ 05″ N, 31° 23′ 26″ E
- Aspendos 36° 56′ 21″ N, 31° 10′ 21″ E
- Izmir [29],[30] 38° 24′ 58″ N, 27° 08′ 39″ E